# Wypędzenie Heliodora ze świątyni
Wypędzenie Heliodora ze świątyni (wł. Cacciata di Eliodoro dal tempio) – fresk namalowany przez Rafaela ok. 1511 roku. Znajduje się w Stanza di Eliodoro w Pałacu Apostolskim w Watykanie.
Freski w Stanza di Eliodoro powstały w latach 1511–1514 na zamówienie papieża Juliusza II. W ich skład wchodzą cztery duże freski (Wypędzenie Heliodora ze świątyni, Uwolnienie świętego Piotra z okowów, Msza Bolseńska oraz Spotkanie papieża Leona I z Attylą), sklepienia prezentujące historie ze Starego Testamentu oraz kariatydy przedstawiające zamożność Państwa Kościelnego. Wypędzenie Heliodora ze świątyni ukończono ok. 1511 roku lub w latach 1511–1512. Choć Rafael figuruje w źródłach jako autor fresku, nad dziełem mogli pracować również jego uczniowie, m.in. jedną z kobiet na pierwszym planie mógł namalować Giovanni da Udine.

## Opis
Fresk ilustruje epizod biblijny z 2 Księgi Machabejskiej, który opowiada o wyprawie Heliodora, wysłanego przez władcę Syrii Seleukosa IV Filopatora, do Jerozolimy w celu przejęcia złota ze Świątyni Jerozolimskiej. Wysłuchując jednak modlitwy arcykapłana Oniasza, Bóg zsyła jeźdźca i dwóch młodych ludzi, którzy wyrzucają Heliodora ze świątyni.
Fresk jest ujęty w ramy architektoniczne. W przeciwieństwie do Szkoły Ateńskiej Rafael zastosował ciemniejsze kolory oraz kontrasty światłocieniowe, nadające świątyni monumentalną formę. Aby pokazać ekspresję i demonstrację siły postaci biblijnych, Rafael zrezygnował z namalowania tradycyjnych atrybutów boskości, takich jak aureolę czy skrzydła u aniołów. Po lewej stronie fresku widać papieża Juliusza II, który zasiada na lektyce niesionej przez kilku młodzieńców. Jego wzrok jest spokojny i wyniosły. Postać papieża symbolizuje nienaruszalność dóbr Państwa Kościelnego. Papież jest jedyną postacią spokojnie oglądającą wydarzenia w świątyni. Jego spokój wynika z pewności, że dzięki jego sile pokona każdego wroga Kościoła. Juliusz II został sportretowany również jako modlący się Oniasz. Wśród niosących lektykę doszukiwano się autoportretu Rafaela albo portretu Giulia Romana lub Marcantonia Raimondiego. Po lewej stronie obrazu znajdują się również: ciekawscy młodzieńcy wspinający się na kolumnę, dwaj mężczyźni komentujący zastaną scenę, matki chroniące swoje dzieci oraz zaskoczone dziewczyny, wskazujące rękoma aniołów. Mężczyźni na kolumnach tworzą linię spiralną. Oniasz znajduje się w centrum obrazu obok ołtarzu. Kapłan jest otoczony innymi kapłanami. Świece obok ołtarza oświetlają przyciemnione wnętrze i wprowadzają uroczysty nastrój. Aby podkreślić ołtarz i menorę z płonącymi świecami, będącymi najważniejszymi punktami kompozycji, środkowa część pierwszego planu została pusta. Heliodor został ukazany po prawej stronie kompozycji. Jest on tratowany przez jeźdźca na białym koniu. Jeźdźcowi towarzyszą dwaj aniołowie trzymający rózgi. Aniołowie unoszą się w powietrzu, sprawiają wrażenie, jakby chciały wypchnąć Heliodora i jego żołnierzy poza malowidło. W tle znajduje się osiłek noszący skrzynię z pieniędzmi.

## Detale

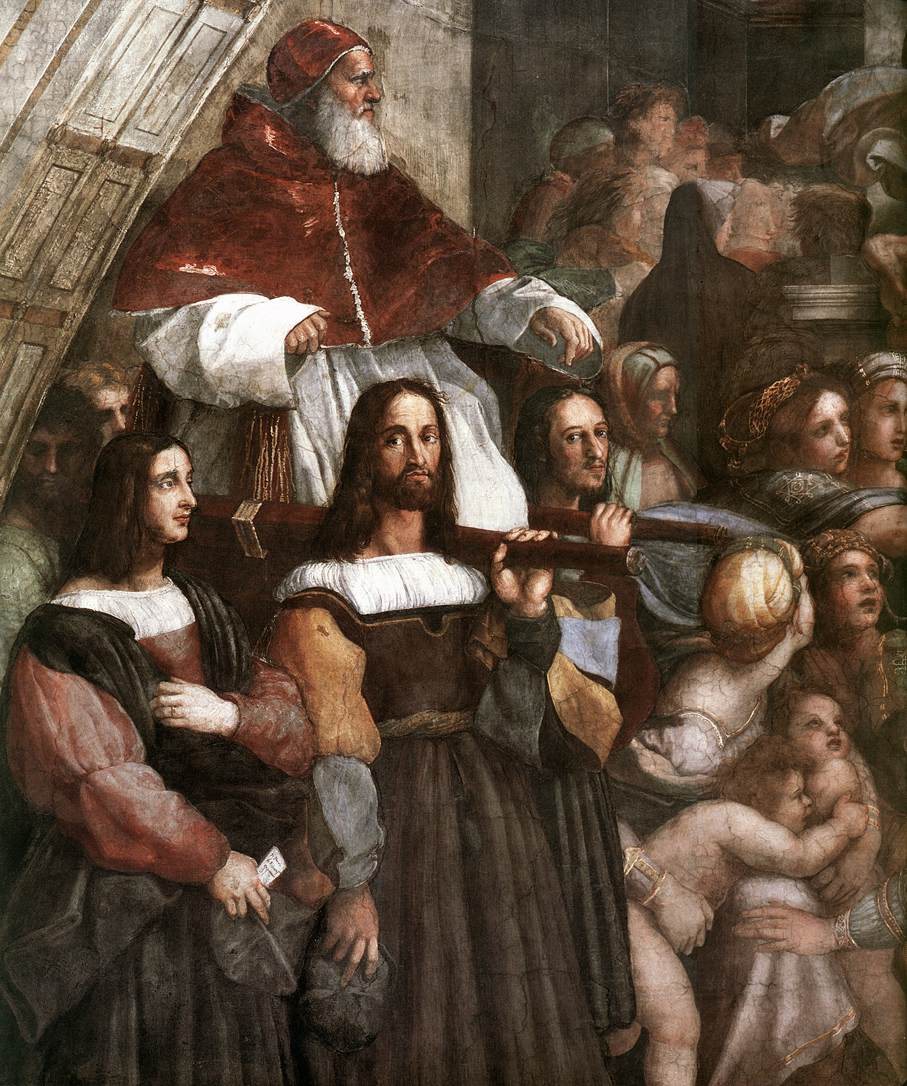
Juliusz II na lektyce
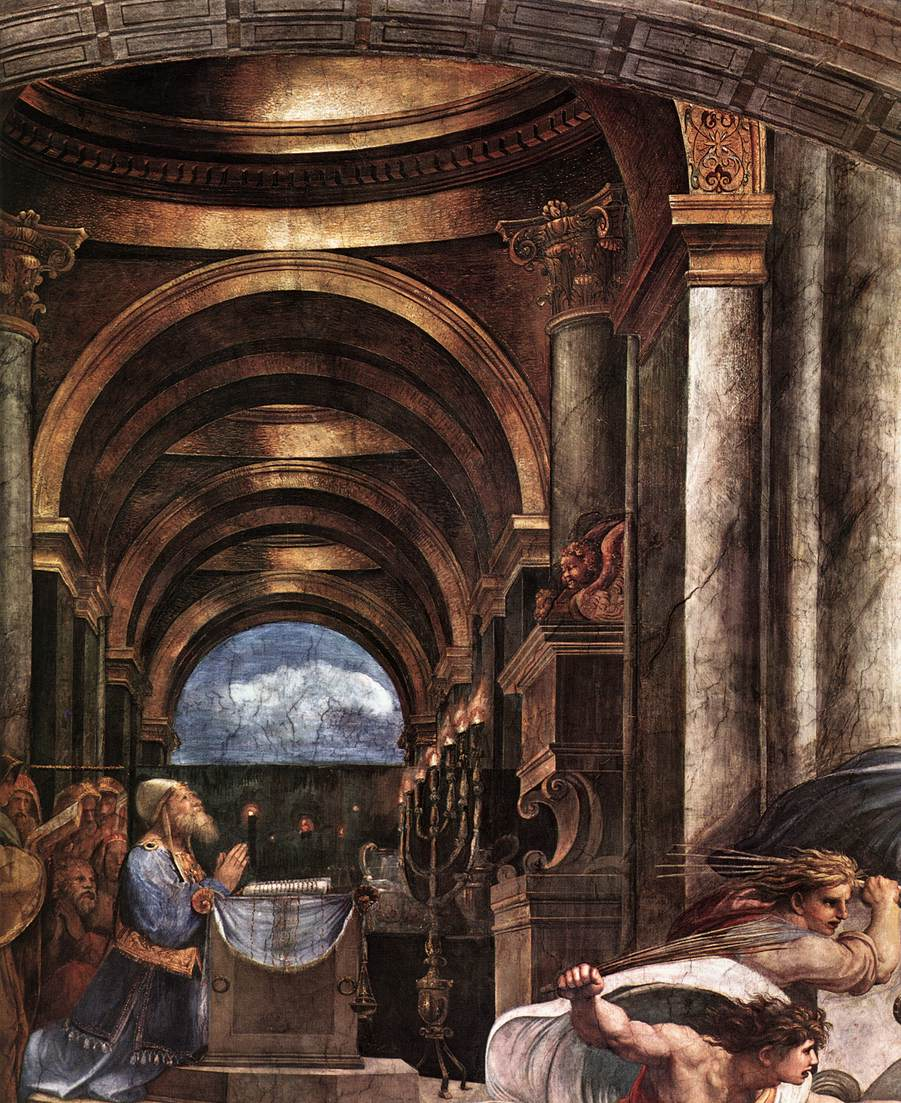
Ołtarz
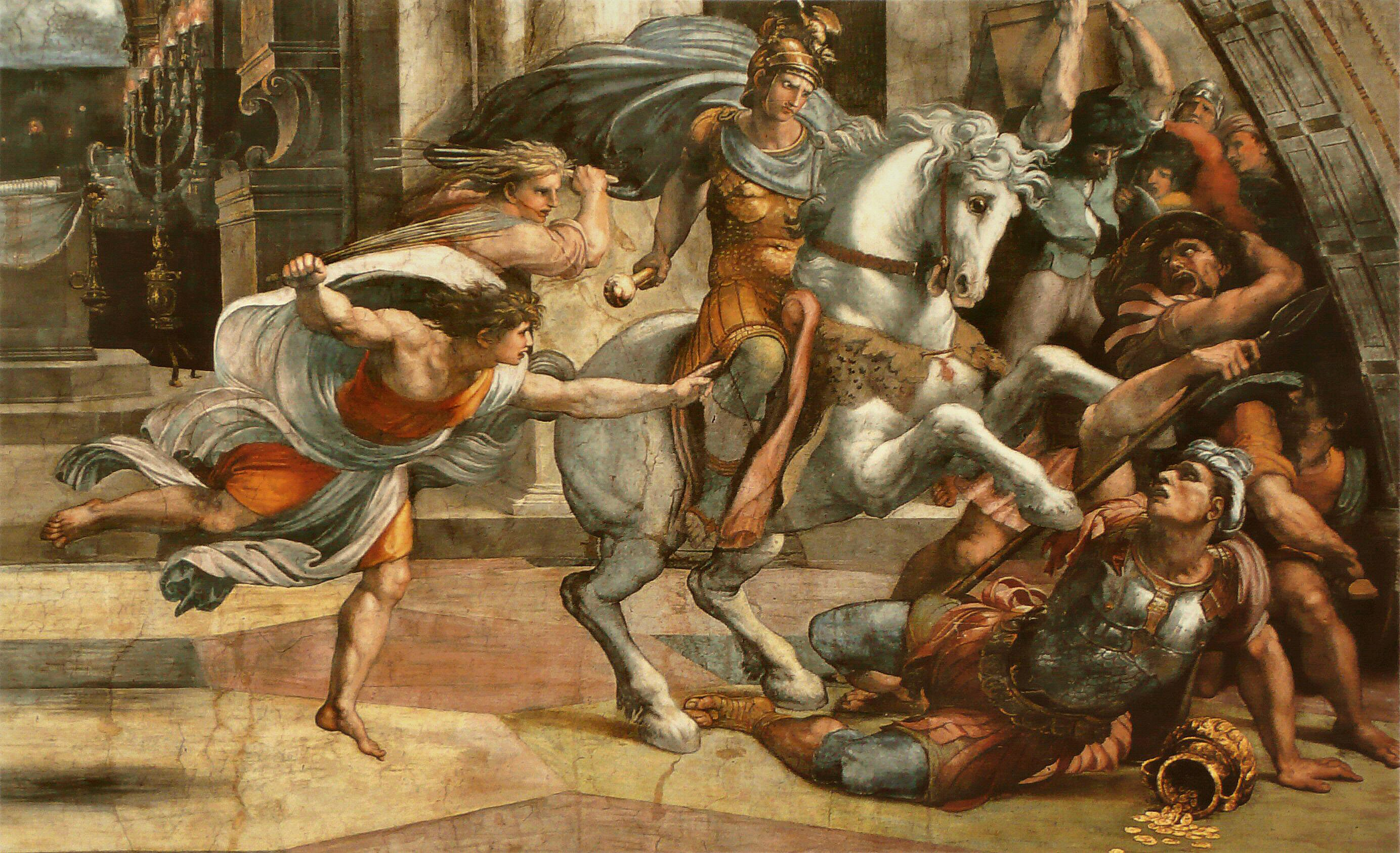
Aniołowie i jeździec wypędzający Heliodora i jego wojsko